# جوردی گومز
جوردی گومز (اسپانیایی: Jordi Gómez‎؛ زادهٔ ۲۴ مهٔ ۱۹۸۵) بازیکن فوتبال اهل اسپانیا است.
از باشگاه‌هایی که در آن بازی کرده‌است می‌توان به باشگاه فوتبال سوانزی سیتی، باشگاه فوتبال ویگان اتلتیک، باشگاه فوتبال بارسلونا، باشگاه فوتبال اسپانیول، باشگاه فوتبال بارسلونا سی، باشگاه فوتبال بارسلونا بی، باشگاه فوتبال ساندرلند
و باشگاه فوتبال بلکبرن روورز اشاره کرد.
وی همچنین در تیم ملی فوتبال زیر ۱۷ سال اسپانیا بازی کرده‌است.